# Erik E. de Vos
Erik Edwin de Vos (Amsterdam, 7 januari 1962), ook bekend onder het pseudoniem Minne Kavoulis, is een Nederlandse filmjournalist, regisseur, fotograaf en advocaat.

## Biografie
De Vos deed eindexamen aan het Montessori Lyceum Amsterdam en studeerde fotografie aan de Rietveld Academie in Amsterdam. Ook volgde hij een opleiding meercamera-regie aan de Media Academie in Hilversum. In 2005 studeerde hij af als meester in de rechten aan de Universiteit van Amsterdam.
De eerste publicaties van De Vos verschenen in 1986 in het filmblad Skoop, waar op dat moment documentairemaker en schrijver Huib Stam hoofdredacteur was. Toen Skoop in 1992 werd opgeheven wegens een telkens verder dalend abonnee-bestand, ging hij verder bij HP/De Tijd. Niet veel later maakte hij de overstap naar lokale televisie.
In de seizoenen 1993 - 1996 was hij regisseur en eindredacteur van het filmprogramma Filmspot op de Amsterdamse zender AT5, met Jac. Goderie als presentator. Filmspot gebruikte onder regie van De Vos vreemde kleuren, ongebruikelijke hoeken en een razende montage (filmfragmenten van hoogstens enkele seconden waren geen uitzondering). Dit zorgde ervoor dat het programma de aandacht van landelijke omroepen trok. Uiteindelijk was het de AVRO die het op de landelijke zender bracht. Na het eerste nationale seizoen en tegenvallende kijkcijfers haakte De Vos af als regisseur. De AVRO zette door met een nieuwe regisseur, maar staakte de uitzendingen halverwege het tweede seizoen.
In 1996 begon De Vos onder het pseudoniem Minne Kavoulis aan de opnamen van de lowbudget speelfilm Liefde en Geluk, gebaseerd op een eigen scenario. De film ging in 1997 op het Nederlands Film Festival in première, maar werd het slachtoffer van een hetze tegen filmsubsidie in de roddelrubriek De Geruchtenmachine van De Filmkrant. Het duurde uiteindelijk tot 1999 voordat Liefde en Geluk door filmdistributeur Het Filmmuseum in een beperkte roulatie vertoond werd in de Amsterdamse bioscoop Kriterion.
Na Liefde en Geluk werkte De Vos samen met Ronald Giphart voor filmproducent San Fu Maltha aan een scenario voor een romantische komedie, Echte Liefde, dat echter nooit verfilmd werd. Giphart verwerkte delen van het onvoltooide scenario in de televisieserie De co-assistent. In de interviewbundel De liefde die Feyenoord heet beschreven Giphart en Rob van Scheers een middag met De Vos bij een voetbalwedstrijd van Feyenoord. Daarna werd het stil rond de filmmaker.
De band met Jac. Goderie bleef bestaan, en voor Goderies blad Preview maakte De Vos glamour-foto's van bekende Nederlandse acteurs en actrices. Hierbij gebruikte hij weer een pseudoniem, St. Cyr de Bennet. Onder eigen naam publiceerde De Vos foto's in onder meer Viva, Esquire, Marie Claire, Playboy Magazine, de Duitse Vogue en Elle.
De Vos regisseerde bedrijfsfilms voor productiemaatschappij Shooting Star, en maakte filmprogramma's voor Canal+. Een tweede film kwam echter niet van de grond, waarna hij in drie jaar een meestertitel behaalde aan de Universiteit van Amsterdam. In 2005 werd hij advocaat bij het advocatenkantoor NautaDutilh in Amsterdam. In 2009 begon hij een eigen advocatenkantoor, Kracht advocatuur.

## Filmografie
- Liefde en geluk (internationaal uitgebracht als Love and Happiness), 1997 (onder pseudoniem Minne Kavoulis)